# The Truth Is Here
Albums de Brother Ali
The Undisputed Truth
(2007) Us
(2009)
The Truth Is Here est un EP de Brother Ali, sorti le 12 mars 2009.
Acclamé par la critique, l'album s'est classé 69e au Top R&B/Hip-Hop Albums et 119e au Billboard 200.

## Liste des titres
| No | Titre                         | Contient un (des) sample(s) de                            | Durée |
| -- | ----------------------------- | --------------------------------------------------------- | ----- |
| 1. | Real as Can Be                |                                                           | 2:23  |
| 2. | Philistine David              |                                                           | 3:29  |
| 3. | Little Rodney                 | Truth Is de Brother Ali Shadows on the Sun de Brother Ali | 4:27  |
| 4. | Palm the Joker                |                                                           | 2:33  |
| 5. | Good Lord                     | Let Me in Your Life de Bill Withers                       | 4:11  |
| 6. | Baby Don't Go                 |                                                           | 4:01  |
| 7. | Talkin' My Shit               |                                                           | 4:55  |
| 8. | The Believer (featuring Slug) |                                                           | 4:47  |
| 9. | Begin Here                    | Moonlight in Vermont de l'Ahmad Jamal Trio                | 3:22  |